# Lamprologus congoensis
Lamprologus congoensis és una espècie de peix de la família dels cíclids i de l'ordre dels perciformes que es troba al riu Congo.
Els mascles poden assolir els 13cm de longitud total.